# Bise (vent)
Pour les articles homonymes, voir Bise.
 (juin 2017).
Si vous disposez d'ouvrages ou d'articles de référence ou si vous connaissez des sites web de qualité traitant du thème abordé ici, merci de compléter l'article en donnant les références utiles à sa vérifiabilité et en les liant à la section « Notes et références ».

La bise sur le Léman.

La bise est un vent froid et sec de secteur nord à nord-est qui souffle sur l'Allemagne, le plateau suisse, le bassin lémanique ainsi qu'en région lyonnaise, en plaine d'Alsace, en Franche-Comté et en Lorraine.
Relativement froide et sèche, elle est réputée avec raison comme vent de beau temps, à la différence de la bise noire qui souffle par temps bouché et même parfois pluvieux.
En règle générale, la bise apparaît après une période pluvieuse et ne la précède pour ainsi dire jamais. En effet, la bise se lève après le passage d'un front froid qui marque la fin du passage d'une perturbation. Il y a une accalmie de quelques heures avant son établissement. Elle est précédée soit du calme, soit d'un Joran (vent de nord-ouest) faiblissant.

## Caractéristiques de la bise

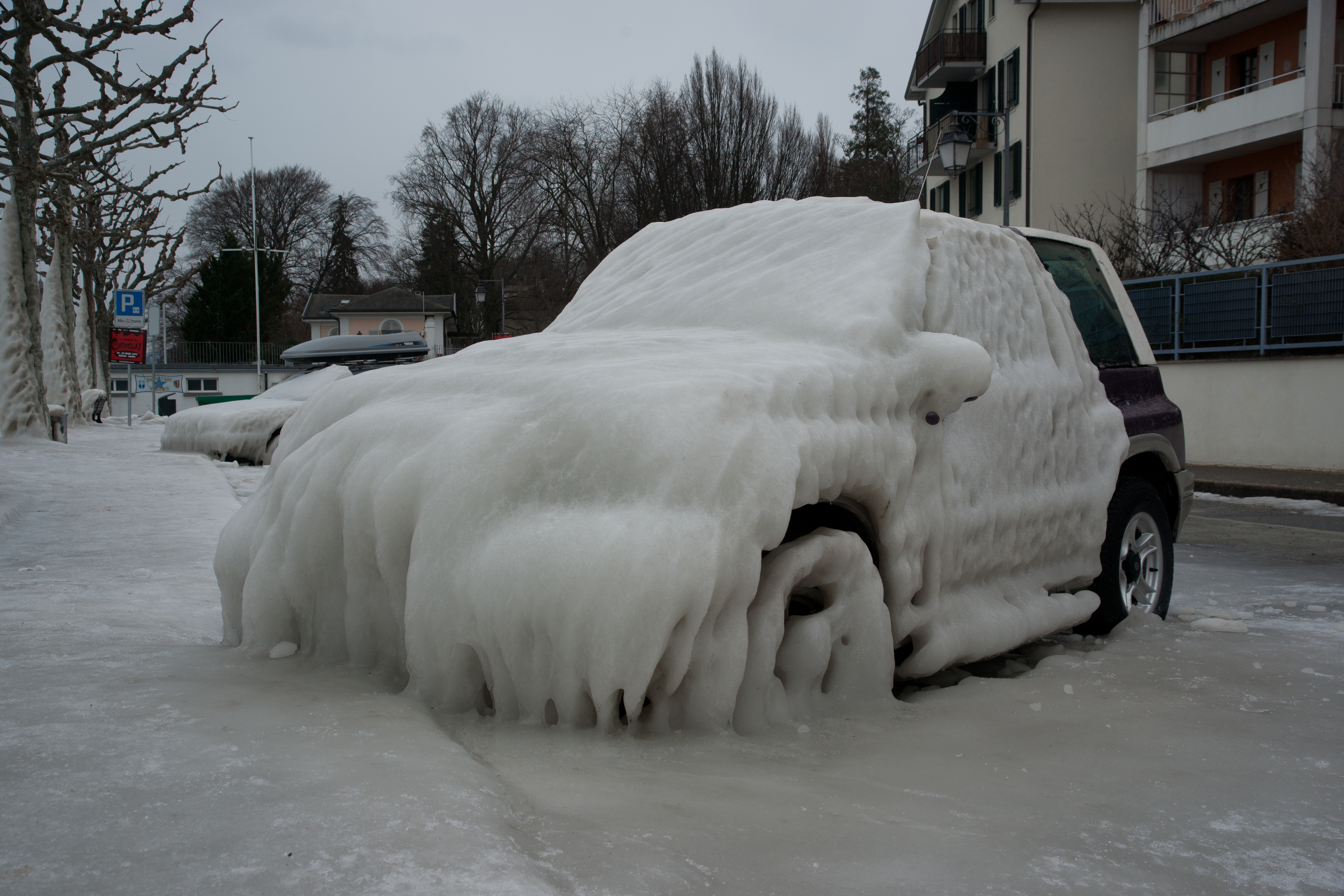
Conséquences de la bise d'hiver conjuguée à une vague de froid au bord du Petit-Lac à l'ouest du lac Léman (Versoix, février 2012).

### Conditions de formation
La présence d'un anticyclone centré sur le Nord-Ouest (Iles britanniques) ou le Nord (péninsule scandinave) est nécessaire. Il se crée alors un gradient de pression qui provoque un courant de nord-est glissant le long de la chaîne des Alpes à basse altitude. La présence d'une dépression méditerranéenne active n'est pas nécessaire.

### Durée
Traditionnellement, on affirme en Suisse romande que la bise dure 1, 3, 6 ou 9 jours consécutifs. Cette croyance qui relève du folklore n'est basée sur aucune observation sérieuse et a notamment été infirmée par les études du professeur Émile Plantamour en 1863 puis par celles de Max Bouët en 1947.
La bise de 1 jour et demi ou de 2 jours est la plus fréquente.
On observe que les bises d'été sont en général plutôt courtes et que celles d'hiver sont les plus longues ; les plus durables s'observent entre novembre et mars.

### Fréquence
Sur l'année entière, la bise n'est pas un vent plus fréquent que les autres. Toutefois, elle est nettement dominante dans la première moitié de l'année et minoritaire dans la seconde, plus fréquente au printemps (avril et mai) et plus rare en été.

### Vitesse
Les bises faibles (10-15 km/h) à modérées (< 40 km/h) sont les plus fréquentes. Il s'agit de moyennes calculées sur des intervalles, ce qui n'exclut pas des rafales plus élevées.
Les bises fortes sont plus rares. On mesure quelques fois par an des bises de 60-70 km/h avec des pointes à 90 km/h ou plus. Les bises tempétueuses sont exceptionnelles mais des vitesses de 110 à 120 km/h ont déjà été mesurées, occasionnant des dégâts sur les toits, les arbres, les bateaux.

## Bise noire

La bise noire sur le Léman

La bise noire se distingue de la bise franche. Elle souffle plutôt fort, par temps nuageux, froid, humide, accompagnée parfois de précipitations.
Elle souffle par haute pression atlantique associée à une dépression active sur la Méditerranée occidentale (Sardaigne, Golfe de Gênes). Le courant bas est de nord-est, mais il est surmonté au-delà de 2 000 mètres d'un courant chaud et humide de sud / sud-est qui procure à la région des Alpes d'abondantes précipitations.[réf. nécessaire]

## Autres bises
La bise est également le nom donné au vent de secteur nord-est en Touraine, dans le Quercy et dans le Tarn, ainsi qu'au vent d'est dans les Deux-Sèvres.